# De Smet (Dakota del Sud)
De Smet è un comune (city) degli Stati Uniti d'America e capoluogo della contea di Kingsbury nello Stato del Dakota del Sud. La popolazione era di 1 089 abitanti al censimento del 2010.

## Geografia fisica
De Smet è situata a 44°23′09″N 97°33′06″W (44.385871, -97.551703).
Secondo lo United States Census Bureau, la città ha una superficie totale di 3 km².
A De Smet è stato assegnato lo ZIP code 57231 e lo FIPS place code 16260.

## Storia
Situato nell'area del Dakota del Sud nota come East River (ad est del fiume Missouri, che divide diagonalmente lo stato), De Smet fu mappata da euroamericani nel 1880. Prende questo nome in onore del padre belga Pierre De Smet, un missionario e gesuita del XIX secolo che lavorò con i nativi americani negli Stati Uniti e nei suoi territori per la maggior parte della sua vita. A metà degli anni 1880, i prati che andavano a fuoco e i fallimenti delle colture dopo un periodo di tre anni di siccità causarono il trasferimento di molti coloni e delle loro fattorie e aziende agricole in aree più facili da coltivare. Nel 1917, De Smet era una città di mucche, con molti treni che passavano ogni giorno portando il bestiame al mercato.

## Società

### Evoluzione demografica
Secondo il censimento del 2010, la popolazione era di 1 089 abitanti.

### Etnie e minoranze straniere
Secondo il censimento del 2010, la composizione etnica della città era formata dal 98,81% di bianchi, lo 0,09% di afroamericani, lo 0,55% di nativi americani, lo 0,09% di asiatici, lo 0% di oceanici, lo 0% di altre etnie e lo 0,46% di due o più etnie. Ispanici o latinos di qualunque etnia erano lo 0,46% della popolazione.